# Национальный драматический театр имени Ивана Франко
Национальный академический драматический театр имени Ивана Франко (укр. Національний академічний драматичний театр імені Івана Франка) — театр в Киеве, находится по адресу: площадь Ивана Франко, 3.

## История театра
Здание театра было сооружено в 1898 году на Николаевской площади, появившейся на месте засыпанного пруда, располагавшегося в усадьбе киевского профессора Меринга. Театральное здание возводилось архитекторами Е. П. Брадтманом и Г. П. Шлейфером для театра «Товарищество драматических артистов» Николая Соловцова, ставшего впоследствии основой труппы другого киевского театра — им. Леси Украинки. Зал театра оформлен в стиле рококо.

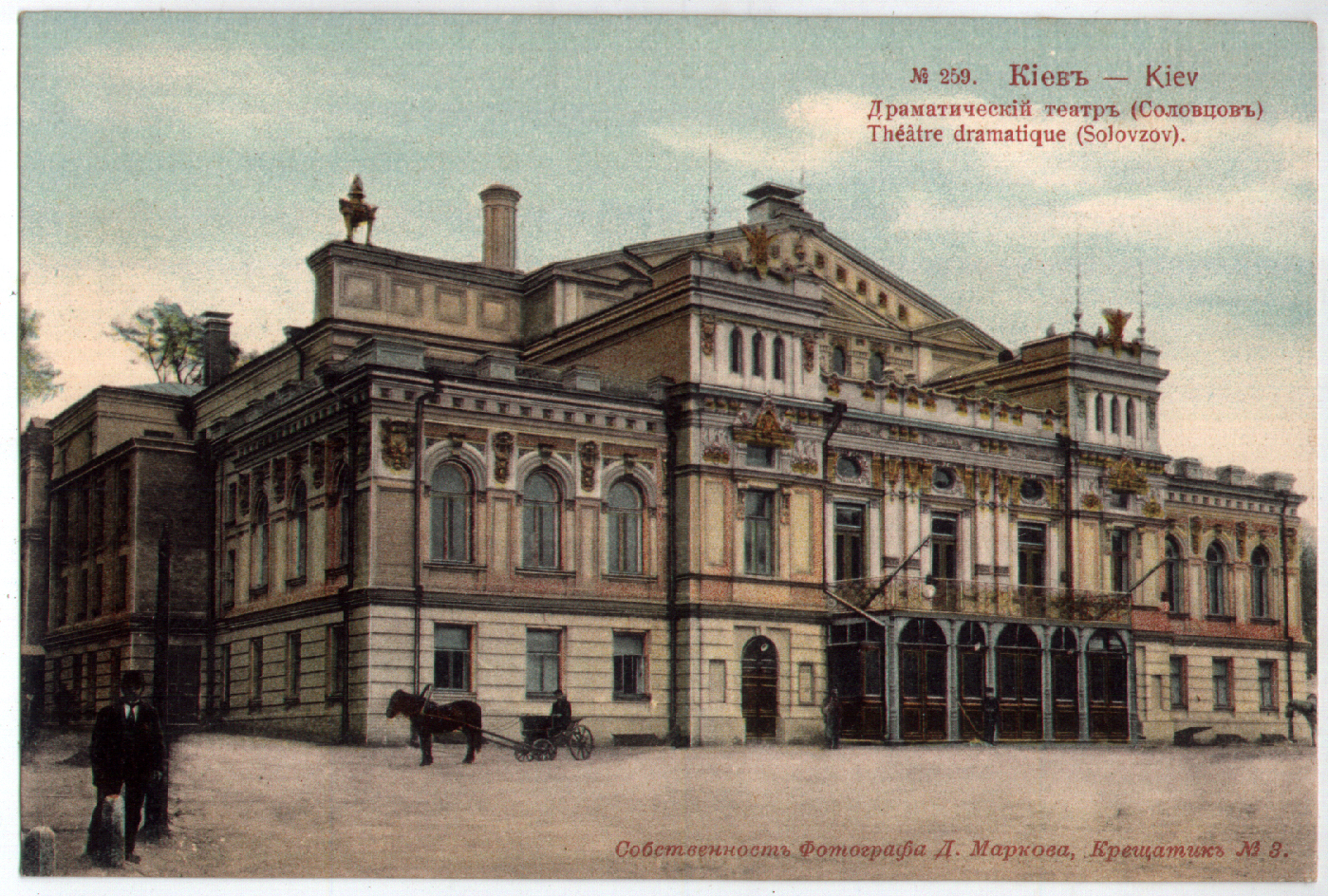
Театр «Соловцов», 1910 год

В 1919 году театр Соловцова был национализирован и преобразован во Второй театр УССР имени В. И. Ленина. В 1926 году здание театра стало постоянной сценой для театрального коллектива имени Ивана Франко. 30 сентября 1926 года в переименованном театре открылся новый сезон постановкой «Вий» по мотивам произведения Н. В. Гоголя в переработке Остапа Вишни.
Началом истории театральной труппы имени Ивана Франко считают 28 января 1920 года, когда в Виннице выдающимся украинским театральным деятелем Гнатом Юрой был поставлен спектакль «Грех». В 1923 году, после трёх лет передвижной работы, театр был приглашен в тогдашнюю столицу Украинской ССР — Харьков. Среди лучших спектаклей театра тех лет называют: «Лесная песня» по одноимённому произведению Леси Украинки, «Ревизор» Н. В. Гоголя, «Святая Иоанна» Б.Шоу.
Летом 1926 года театр им. И. Франко по решению правительства переводится в Киев, в то время как из Киева в Харьков переезжает театр «Березиль». 
В 1940 году театр получил звание академического. 
В период Великой Отечественной войны театр работал в эвакуации — в Семипалатинске и Ташкенте. Работая в выходные дни театр устраивал концерты в фонд обороны. Отчисляя личные взносы коллектив театра внес 230 тысяч рублей в фонд обороны страны.
Во время войны здание театра было разрушено и восстановлено в 1946 году.

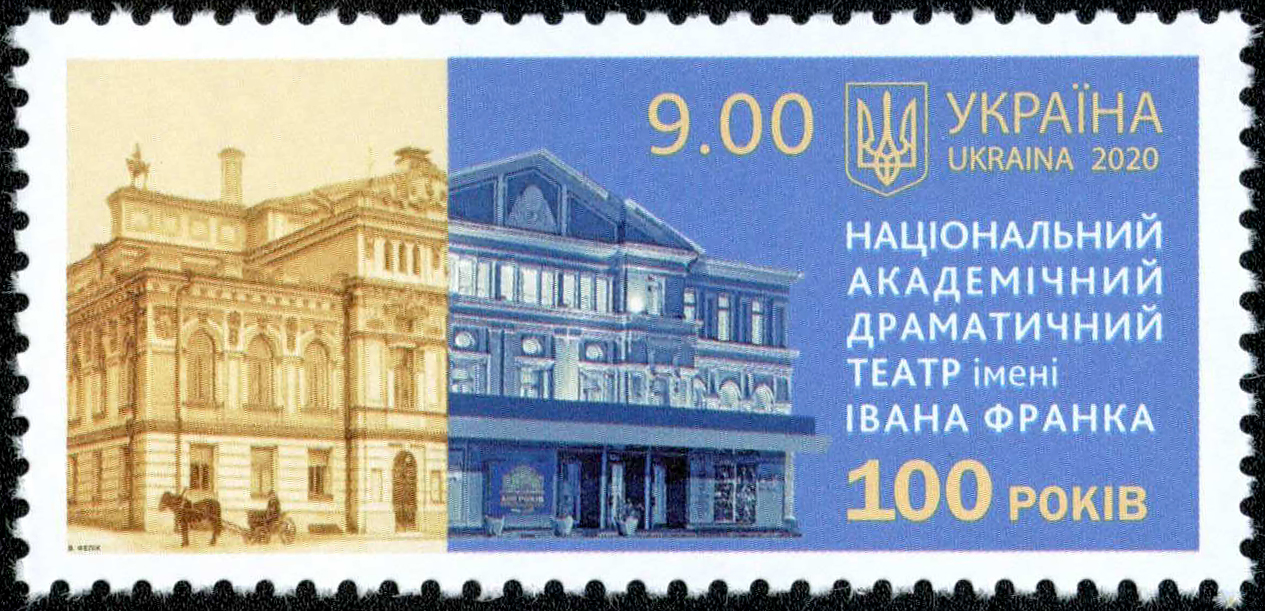
Национальный театр им. Ивана Франко на почтовой марке Украины

Указом Президента Украины от 11 октября 1994 года театру предоставлен статус Национального. 
19 марта 2012 начала свою работу Камерная сцена, названная в честь Сергея Данченко. 19 октября 2013 возле Камерной сцены ему установлен памятник (скульпторы — Владимир и Владимир Чепелики).

## Персоналии театра

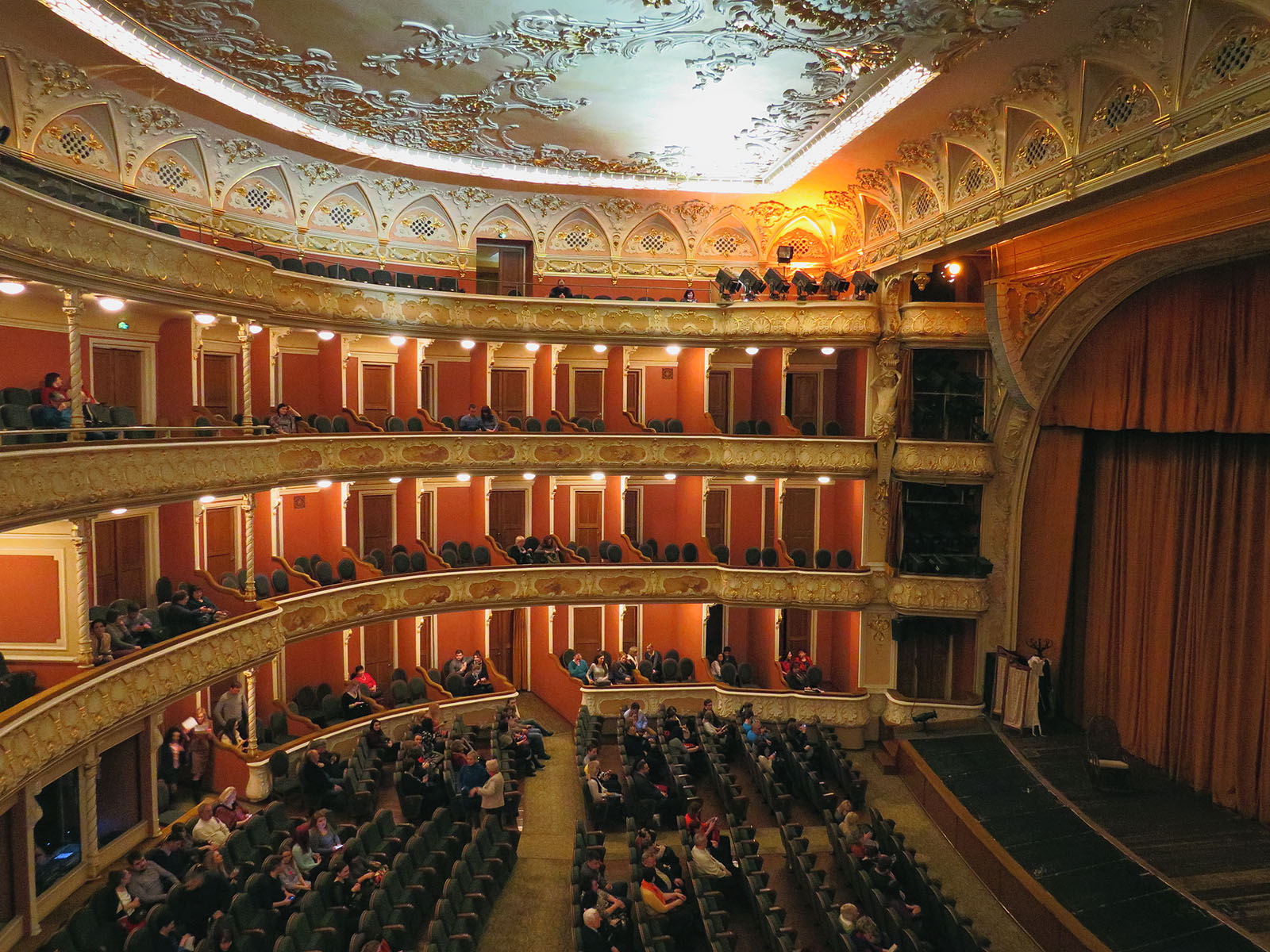
Зрительный зал

Категория:Персоналии:Киевский театр им. И. Франко

### Художественные руководители театра
- 1920—1966 — Гнат Юра
- 1934—1945 — Кошевский, Константин Петрович
- 1970—1978 — Сергей Смеян
- 1978—2001 — Сергей Данченко
- 2001—2012 — Богдан Ступка
- 2012—2017 — Станислав Моисеев[5]
- 2017—2024 — Михаил Захаревич
- С 2024 — Евгений Нищук[6]

### Труппа театра
В 1930-е годы актёрское ядро театра составили такие выдающиеся мастера, как Амвросий Бучма, Наталия Ужвий, Юрий Шумский, Анна Борисоглебская, Дмитрий Милютенко, Виктор Добровольский, Полина Нятко, Екатерина Осмяловская, Евгений Пономаренко, Николай Яковченко, Николай Братерский, Валентин Дуклер. Среди постановок — шедевры отечественной и мировой классики — «Женитьба Фигаро» П.Бомарше, «Похождения бравого солдата Швейка» Я. Гашека, «Суета» И.Карпенко-Карого, «Дон Карлос» Ф. Шиллера, «Борис Годунов» А. Пушкина.
В послевоенный период в театре работали: Бенедикт Норд, Борис Тягно, Борис Балабан, Марьян Крушельницкий, Виктор Ивченко, Владимир Гаккебуш, с 1950-х годов — В. Оглоблин, В. Крайниченко, В. Харченко, с 1960-х — Д. Алексидзе, В. Скляренко, Д. Лизогуб, Б. Мешкис, А. Барсегян, Д. Чайковский, с 1970-х — С. Смеян и другие. Над музыкальным оформлением спектаклей работали К. Данькевич, Л. Ревуцкий, А. Билаш, М. Скорик и другие композиторы.
В театре работали такие актёры, как Аркадий Гашинский, Инна Капинос, Марина Герасименко, Владимир Дальский, Михаил Заднепровский, Нонна Копержинская, Светлана Коркошко, Полина Куманченко, Ольга Кусенко, Валерий Ивченко, Светлана Коркошко, Наталия Лотоцкая, Павел Морозенко, Степан Олексенко, Николай Панасьев, Валентина Плотникова, Михаил Покотило, Виталий Розстальный, Валентина Салтовская, Анатолий Скибенко, Борис Ставицкий, Константин Степанков, Вячеслав Сумский, Юлия Ткаченко, Виктор Цимбалист, Лариса Хоролец и многие другие.
С 1978 по 2001 год театр возглавлял Сергей Данченко (1937—2001). В актёрском составе театра Василий Баша, Богдан Бенюк, Алексей Богданович, Ирина Дорошенко, Александр Заднепровский, Лариса Кадырова, Владимир Коляда, Полина Лазова, Василий Мазур, Владимир Нечепоренко, Алексей Петухов, Лариса Руснак, Людмила Смородина, Станислав Станкевич, Олег Стальчук, Богдан Ступка, Остап Ступка, Лесь Сердюк, Наталья Сумская, Анатолий Хостикоев, Олег Шаварский, Евгений Шах, Галина Яблонская, Владимир Абазопуло и многие другие.
С конца 2001 года до самой смерти в июле 2012 театр возглавлял народный артист СССР Богдан Ступка.
После смерти Ступки (2012—2017) театр возглавлял Станислав Моисеев. С 2017 по 2024 год театр возглавлял Михаил Захаревич — генеральный директор театра с 1994 года. С 2024 театром руководит Евгений Нищук.
В разное время в театре работали многие известные и популярные актёры и режиссёры, среди которых (по алфавиту, в скобках указаны даты службы в театре):
- Абазопуло, Владимир Константинович
- Алексидзе, Дмитрий Александрович
- Афанасьев, Игорь Яковлевич
- Бабенко, Георгий Гаврилович (с 1954)
- Балабан, Борис Александрович
- Барвинская, Феодосия Андреевна
- Барсегян, Александр Сергеевич
- Батько-Нищук, Оксана Васильевна (1994—2016)
- Баша, Василий Васильевич
- Бенюк, Богдан Михайлович (с 1980)
- Бжеская, Валентина Ефимовна (1938—1967)
- Богданович, Алексей Владимирович (с 1984)
- Брилль, Ефим Александрович (с 1955)
- Бучма, Амвросий Максимилианович (1936—1957)
- Водичев, Андрей Владимирович
- Гашинский, Аркадий Евгеньевич (1948—1990)
- Гирняк, Иосиф Иосифович
- Глебова, Жанна Ивановна
- Данченко, Сергей Владимирович (1978—2001)
- Дальский, Владимир Михайлович (1957—1990)
- Добровольский, Виктор Николаевич (1944—1956)
- Добровольская, Олимпия Остаповна
- Дорошенко, Ирина Евгеньевна (с 1978)
- Дуклер, Валентин Самойлович
- Заднепровский, Александр Михайлович
- Заднепровский, Михаил Александрович (1950—1980)
- Заднепровский, Назар Александрович
- Ивченко, Виктор Илларионович
- Ильченко, Пётр Иванович
- Калантай, Сергей Гаврилович с 2016)
- Капинос, Инна Анатольевна (с 1985)
- Капка, Дмитрий Леонтьевич (1935—1937)
- Кононенко-Козельский, Иван Владимирович (с 1932)
- Копержинская, Нонна Кронидовна
- Коркошко, Светлана Ивановна (1964—1967)
- Кошевский, Константин Петрович (1934—1945)
- Критенко, Юрий Григорьевич
- Крушельницкий, Марьян Михайлович (1952—1961)
- Куманченко, Полина Владимировна (с 1962)
- Кусенко, Ольга Яковлевна (1944—1997)
- Лизогуб, Владимир Сергеевич
- Литвиненко, Таисия Иосифовна (1957—1959)
- Милютенко, Дмитрий Емельянович (с 1936)
- Морозенко, Павел Семёнович (1960—1973)
- Олексенко, Степан Степанович (1964—2006)
- Осмяловская Екатерина
- Панчук, Пётр Фадеевич
- Петрова, Евгения Алексеевна (1952—1959)
- Покотило, Михаил Фёдорович (с 1962)
- Пономаренко, Евгений Порфирьевич (с 1936)
- Романюк, Сергей Дмитриевич (с 1973)
- Рыбалевский, Дмитрий Алексеевич
- Саксаганский, Панас Карпович
- Самийленко, Полина Никитична (1934—1947)
- Сердюк, Александр Александрович (2008—2010)
- Смеян, Сергей Константинович
- Смородина, Людмила Геннадиевна
- Сосюра, Людмила Андреевна (1960—1965)
- Станкевич, Станислав Иванович (с 1964)
- Степанков, Константин Петрович (с 1955)
- Ступка, Богдан Сильвестрович (1978—2012)
- Ступка, Дмитрий Остапович
- Ступка, Остап Богданович (с 1989)
- Сумская, Наталья Вячеславовна (с 1977)
- Табачникова, Полина Моисеевна
- Ткаченко, Юлия Семёновна (1950—2008)
- Ужвий, Наталия Михайловна (1936—1986)
- Уманский, Мориц Борисович
- Френкель, Лазарь Самойлович
- Хостикоев, Анатолий Георгиевич (с 1980)
- Хрукалова, Зинаида Семёновна (1929—1932)
- Чапкис, Григорий Николаевич (с 1949)
- Шумский, Юрий Васильевич (с 1934)
- Шутько, Николай Алексеевич (1963—1980)
- Юра, Гнат Петрович
- Яблонская, Галина Гиляровна
- Яковченко, Николай Фёдорович (с 1928)
- Янушевич, Анна Яковлевна (1927—1931)

## Избранный репертуар
См. также Спектакли театра им. Ивана Франко
- 1920 — «Грех» В. Винниченко; режиссёр Г. Юра. Первый спектакль театра в Виннице
- 1926 — «Вий» Н. Гоголя. Первый спектакль на сцене бывшего театра «Соловцов» (Киев)
- 1934 — «Платон Кречет» А. Корнейчука; режиссёр К. Кошевский
- 1940 — «В степях Украины» А. Корнейчука; режиссёр Г. Юра
- 1942 — «Назар Стодоля» Т. Шевченко; режиссёр А. Бучма. Первая постановка пьесы в театре в Семипалатинске во время войны и эвакуации
- 1942 — «Наталка-Полтавка» И. Котляревского; режиссёр А. Бучма. Постановка в Семипалатинске во время войны и эвакуации
- 1946 — «Вишнёвый сад» А. Чехова; режиссёр К. Хохлов
- 1961 — «Фараоны» А. Коломийца; режиссёр И. Казнадий. Спектакль прошёл 2000 раз с аншлагами
- 1965 — «Антигона» Софокла; режиссёр Д. Алексидзе
- 1978 — «Макбет» У. Шекспира; режиссёр С. Смеян
- 1979 — «Украденое счастье» И. Франко; режиссёр С. Данченко
- 1989 — «Тевье-Тевель» Г. Горина; режиссёр С. Данченко, Д. Чирипюк
- 1999 — «Швейк» Я. Гашека; режиссёр Мирослав Гринишин, А. Жолдак-Тобилевич
- 1999 — «Кин IV» Г. Горина; режиссёр А. Хостикоев
- 2003 — «Царь Эдип» Софокла; режиссёр Р. Стуруа
- 2004 — «Братья Карамазовы» Ф. Достоевского; режиссёр Ю. Одинокий
- 2007 — «Кайдашева семья» И. Нечуй-Левицкого; режиссёр П. Ильченко
- 2007 — «Лев и Львица» Ирены Коваль; режиссёр С. Моисеев
- 2010 — «Грек Зорба» Н. Казандзакиса; режиссёр В. Малахов
- 2014 — «Живой труп» Л. Толстого; режиссёр Роман Мархолиа
- 2021 — "Пер Гюнт" Генриха Ибсена, режиссер Иван Урывский

## Награды
- Орден Ленина (25 мая 1940 года)
- Почётная грамота Президиума Верховной Рады Автономной Республики Крым (4 июля 2001 года) — за значительный личный вклад в развитие и пропаганду театрального искусства, высокое профессиональное мастерство работников и в связи с успешным проведением гастролей Национального академического драматического театра им. Ивана Франко в городе Симферополе[8]

## Публикации
- Богдан СТУПКА «Франковские мистификации. Размышления о театре, его истории, корифеях, настоящем и будущем» — «День», № 51, четверг, 24 марта 2005